# 耶律化哥
耶律化哥（やりつ かか、生没年不詳）は、遼（契丹）の軍人・政治家。字は弘隠。

## 経歴
孟父楚国王の末裔。騎射を得意とした。乾亨初年、北院林牙となった。統和4年（986年）、化哥は北宋の諜者を捕らえ、宋軍が海路をとって来襲することを知ると、先に平州の要地に陣取った。戦争が終わると、上京留守となり、北院大王に転じた。統和16年（998年）、北宋に侵攻するにあたって、先鋒をつとめ、遂城で宋軍を撃破した。統和23年（1005年）2月、南院大王となった。統和29年（1011年）6月、北院枢密使に転じた。
開泰元年（1012年）、阻卜を攻撃し、阻卜軍が輜重を捨てて逃走したため、多くの戦利品をえた。開泰2年（1013年）1月、豳王に封じられた。3月、聖宗に西北路の経略を任され、鎮州に駐屯した。5月、西方の討伐を命じられて侵攻した。7月、阻卜の首長の烏八の軍を撃破した。
白抜烈を経由して、阿薩蘭回鶻に遭遇したので、回鶻を襲撃して略奪をおこなった。都監の耶律褭履が次いで到着すると、阿薩蘭回鶻は契丹に帰順している者であると諫めたので、化哥は捕らえた者の身柄をすべて返還した。しかしこうした経緯で西方諸民族は契丹から離反した。11月、聖宗はこの件を調べさせ、化哥の豳王の爵位を剥奪した。化哥は侍中のまま大同軍節度使を遙領した。
太平6年（1026年）、弟の耶律弘古とともに阻卜を討って功績を挙げた。後に死去した。

## 伝記資料
- 『遼史』巻94 列伝第24